# Robert Noyce
Robert Norton Noyce, född 12 december 1927 i Burlington i Iowa, död 3 juni 1990 i Austin i Texas, var en amerikansk uppfinnare och entreprenör, främst känd för att han tillsammans med Jack Kilby uppfann "den integrerade kretsen", eller mikrochipet, vilket senare låg till grund för datorrevolutionen.
Noyce var med och grundade Fairchild Semiconductor 1957, och 1968, tillsammans med Gordon Earl Moore, företaget Intel Corporation. Noyce gav Silicon Valley dess namn och bar också smeknamnet Borgmästaren i Silicon Valley.
Noyce ansökte och fick igenom 16 patent på USA:s marknad mellan 1957 och 1967. Året efter hans död grundade hans familj Noyce Foundation, en stiftelse som arbetar för att förbättra den statliga skolans matematikundervisning.